# 瀨棚站

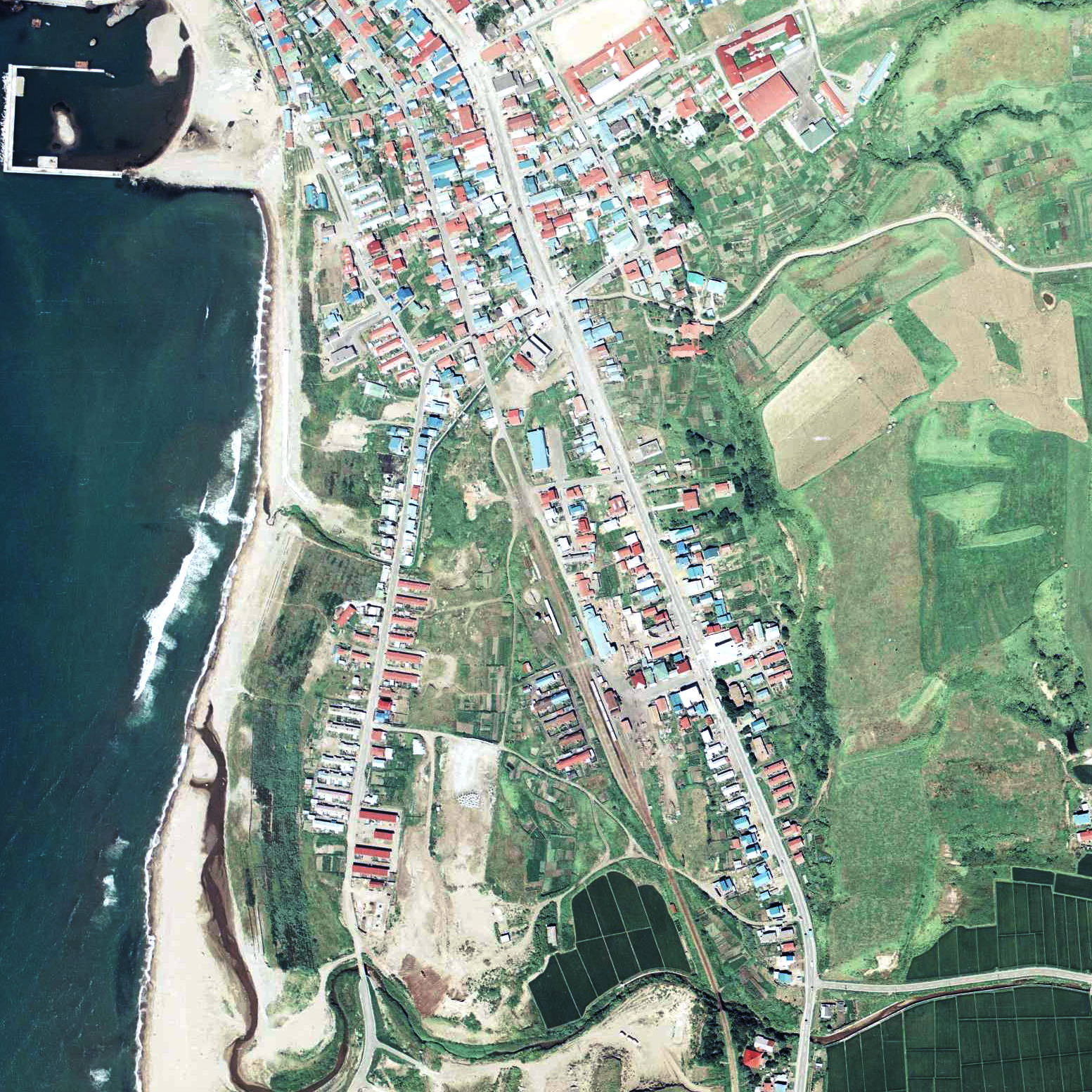
1976年的瀨棚站與方圓約1公里範圍。下方是國縫、長萬部站方向。市區是在北邊靠近海港一方。車站後方北邊還有轉車盤。

瀨棚站（日语：／ Setana eki */?）是位於北海道瀨棚郡瀬棚町字本町（現時：久遠郡瀨棚町），日本國有鐵道的瀨棚線車站（廢站）。隨著瀨棚線廢除，車站在1987年（昭和62年）3月16日廢除。
在1984年（昭和59年）前行走的急行「瀨棚」（後來變成快速列車，瀨棚線內各站停車）以此站作為到發站。
在瀨棚線廢線前為北海道最西邊車站（現時為函館本線的八雲站，在2016年3月25日前為鷲之巢站）。

## 歷史
- 1932年（昭和7年）11月1日 - 國有鐵道瀨棚線今金站至此站之間開通，此站啟用[1][2]。當時為一般車站。
- 1966年（昭和41年）10月1日 - 直通至函館站的準急列車「瀨棚」開始行走。自從以後直至瀨棚線廢除前，該列車種類有著不同的變化，詳細參見鳶尾花號列車條目。
- 1983年（昭和58年）9月1日 - 結束處理貨物[2]。
- 1984年（昭和59年）2月1日 - 結束處理行李[2]。
- 1987年（昭和62年）3月16日 - 瀨棚線廢除，此站也廢除[2][3]。

### 站名的由來
車站名稱取自所在地名。

## 車站構造
截至車站廢除前，此站是地面車站，設有1面1線的單式月台。此站為瀨棚線的終點站。月台位於路軌東邊（瀨棚方向的列車會開啟右邊車門）。客運列車到發用的路軌是1號月台（上下行本線），鄰接車站大樓。西邊設有2號線（上下行副本線），沒有月台。另外也設有3、4號線（側線）。4號線上設有路軌分支，連接側線。該側線連接轉車盤（截至1969年（昭和44年）3月還存在）和煤水線。轉車盤截至1983年（昭和58年）已經撤走。1號月台後方設有調渡線。另外在國縫一方設有路軌分支，連接車站南邊的貨物月台（缺角式月台）和貨物側線。
此站是職員配置站，車站大樓位於站內東邊，鄰接月台中央。木製車站大樓在1980年（昭和55年）經過全面翻新。月台上使用柏油鋪裝。站內設有「我的旅程印章」。
截至1980年（昭和55年），每日設有上下行3班貨運列車。

## 使用狀況
- 在1981年度（昭和56年度），1日上下車人次為315人[4]。

## 車站周邊
- 北海道道447號西大里瀨棚停車場線（日语：北海道道447号西大里瀬棚停車場線）、北海道道459號瀨棚港線（日语：北海道道459号瀬棚港線）、北海道道783號東大里瀨棚停車場線（日语：北海道道783号東大里瀬棚停車場線）
- 瀨棚町公所瀨棚綜合分所
- 瀨棚警署（日语：せたな警察署）瀨棚駐在所
- 瀨棚郵局
- 渡島信用金庫（日语：渡島信用金庫）瀨棚分店
- 瀨棚町立瀨棚中學
- 瀨棚町立瀨棚小學
- 瀨棚港
- 北海道瀨棚商業高等學校（日语：北海道瀬棚商業高等学校）
- 事比羅神社（在江戶時代前創建）
- 瀨棚延命寺 - 在江戶時代開山。
- 阿留申號慰靈碑 - 在1877年（明治10年），俄羅斯軍艦擱淺後為了遇難者而設。
- 立象山公園 - 車站北邊約2.5公里處[4]。高95米的小山。可從該處遠眺奧尻島[6]。
- 狩場山 - 渡島半島的最高山峰（1,520米）[6]。
- 馬場川
- 三本杉岩 - 車站北邊約1.3公里[4]。在該處的海岸設有高30米的巨石[5]。岩石上長滿了卷柏等耐寒植物[6]。
- 窗岩 - 車站北邊約9.3公里[6]。
- 茂津多岬 - 車站北邊約21.3公里[6]。設處設有狩場茂津多道立自然公園。
- 函館巴士（日语：函館バス）、瀨棚町營巴士「瀨棚溫泉前」巴士站、「瀨棚市街」巴士站

## 現況
截至2000年（平成12年），舊站變成了「瀨棚町綜合福祉中心Yasuragi館」設施用地。車站遺址設有「舊國鐵瀨棚站遺址紀念碑」、站名牌複制品和48公里里程碑。截至2010年（平成22年）和2011年（平成23年）也是同樣。

## 相鄰車站
日本國有鐵道
瀨棚線
北檜山－瀨棚

## 注腳
1. 1 2   第1版. 札幌市: 日本国有鉄道北海道総局. 1973-3-25: 25-26. ASIN B000J9RBUY （日语）.
2. 1 2 3 4  《道南鉄道100年史 遥》 北海道旅客鐵道函館分社 2003年2月發行
3. ↑  “「これが最後－」”. 北海道新聞 (北海道新聞社). (1987年3月16日)
4. 1 2 3 4 5 6 7  宮脇俊三 (编). . 原田勝正. 小學館. 1983-07: 65. ISBN 4-09-395101-2 （日语）.
5. 1 2 3 4  三宅俊彥. . JTB出版. 2010-04: 10-11. ISBN 978-4-533-07863-7 （日语）.
6. 1 2 3 4 5 6 7  . 雄雞社. 1980-10: 62. ASIN B000J83NES （日语）.
7. 1 2  本久公洋. . 札幌: 北海道新聞社. 2011-09: 78–79. ISBN 978-4-89453-612-8 （日语）.
8. ↑  今尾惠介. . JTB出版. 2010-04: 164. ISBN 978-4-533-07858-3 （日语）.